# Reserva natural especial de Los Tilos de Moya
Los Tilos de Moya es un fragmento boscoso de laurisilva y tilos, que cubre una extensión de 91 hectáreas sobre el barranco de Moya en la isla de Gran Canaria (Canarias, España). Abarca los municipios de Moya y Santa María de Guía.
Este espacio forma parte del parque rural de Doramas desde 1987, con la distinción de reserva natural especial desde 1994. En él existen especies endémicas actualmente en grave peligro de extinción, como la cresta de gallo (Isoplexis chalcantha).

## Flora
Además de la flora típica del piso montano grancanario en los Tilos se pueden encontrar:
- Til (Ocotea foetens)
- Cresta de gallo (Isoplexis chalcantha)
- Salvia blanca (Sideritis discolor)
- Bicácaro (Canarina canariensis)

### Galería

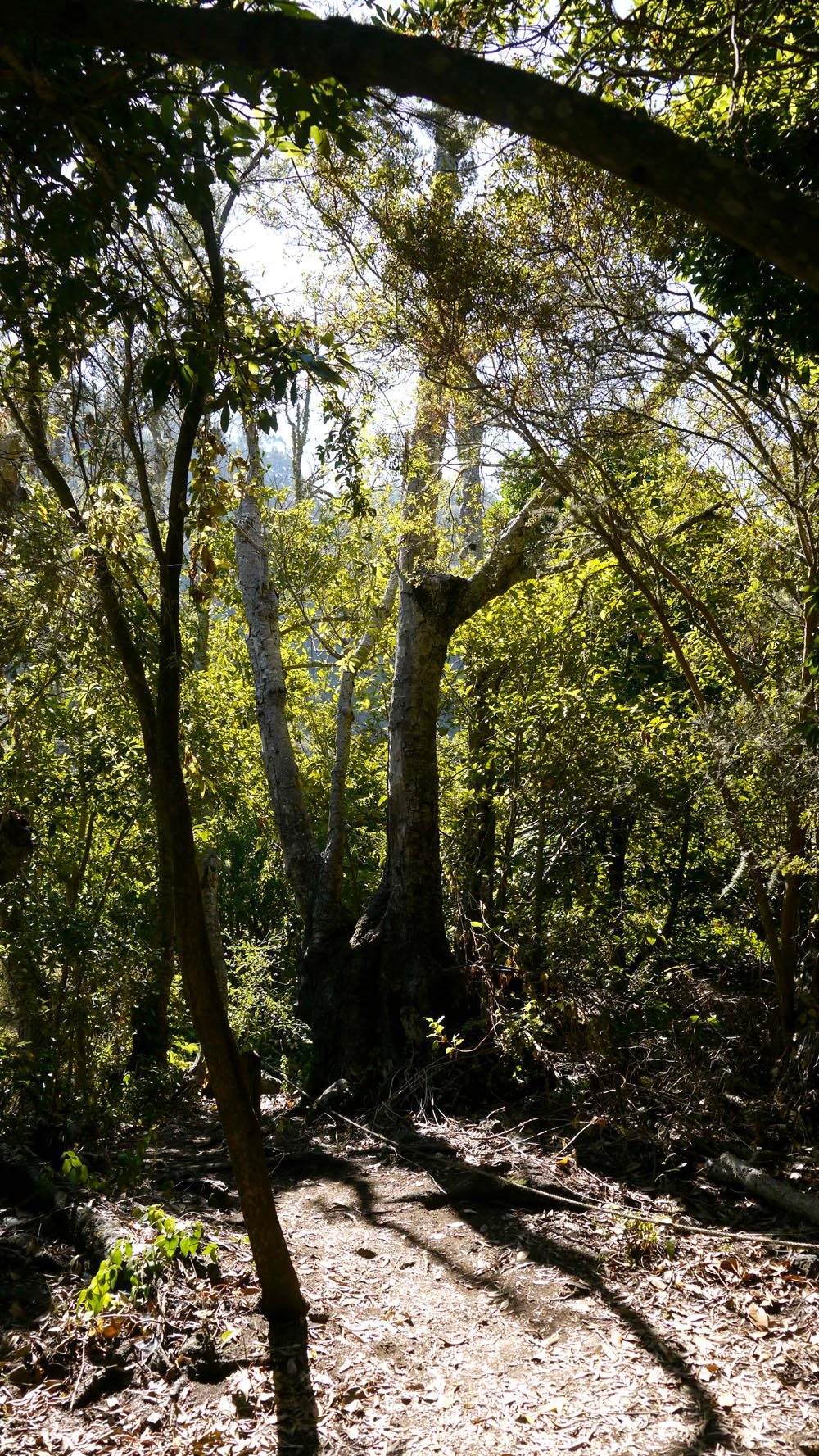
Sendero.
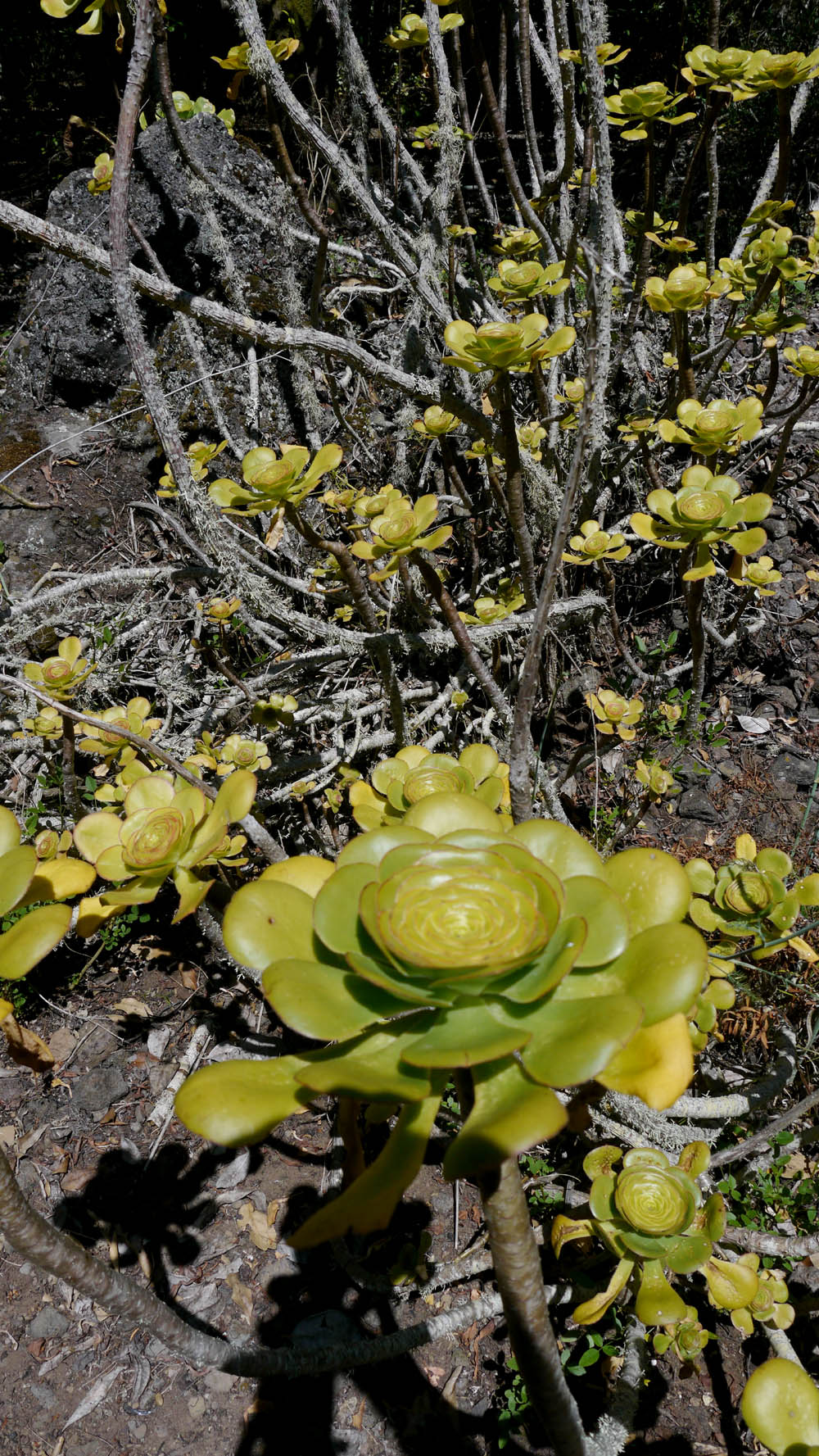
Aeonium manriqueorum.
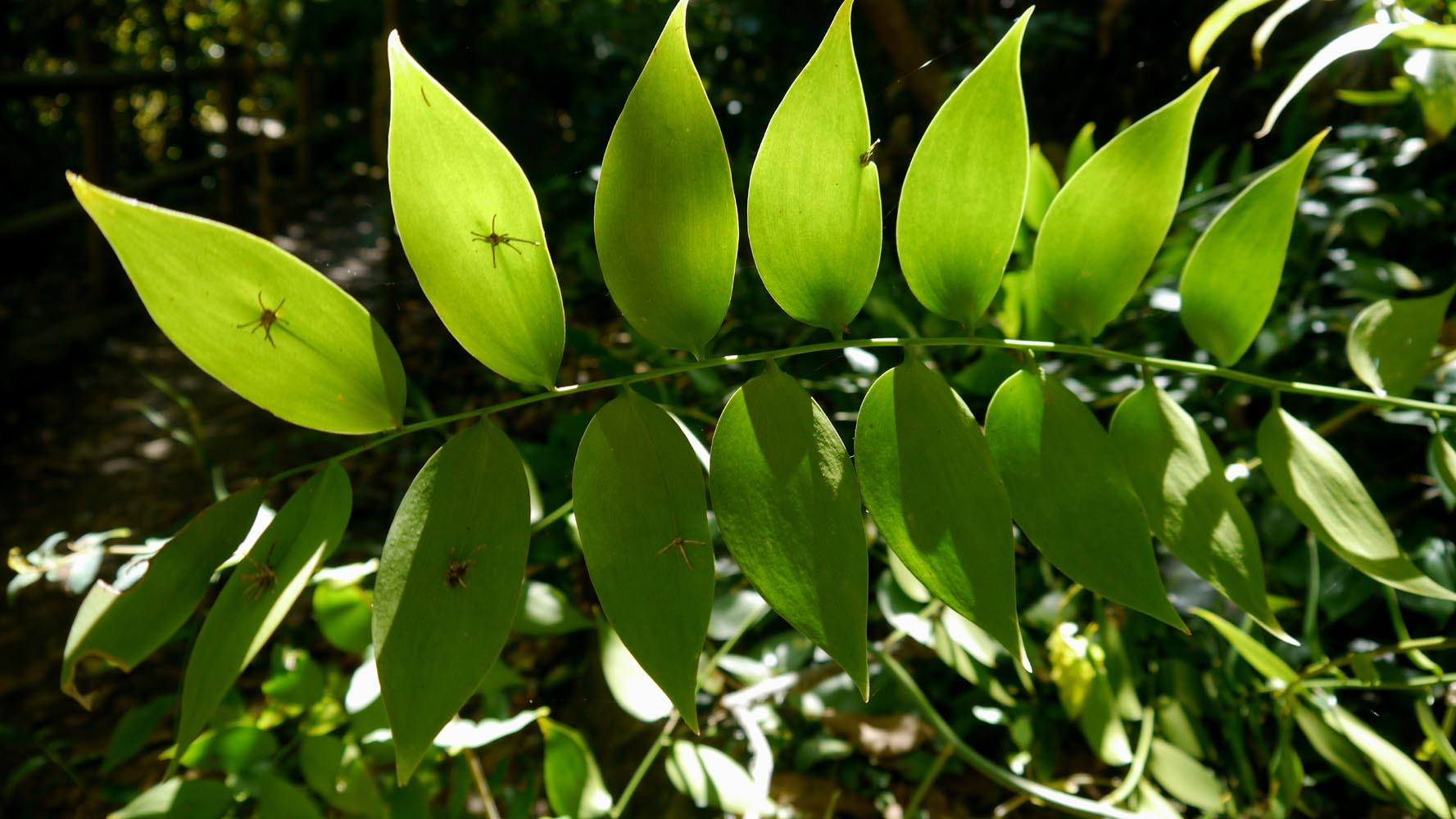
Semele gayae.
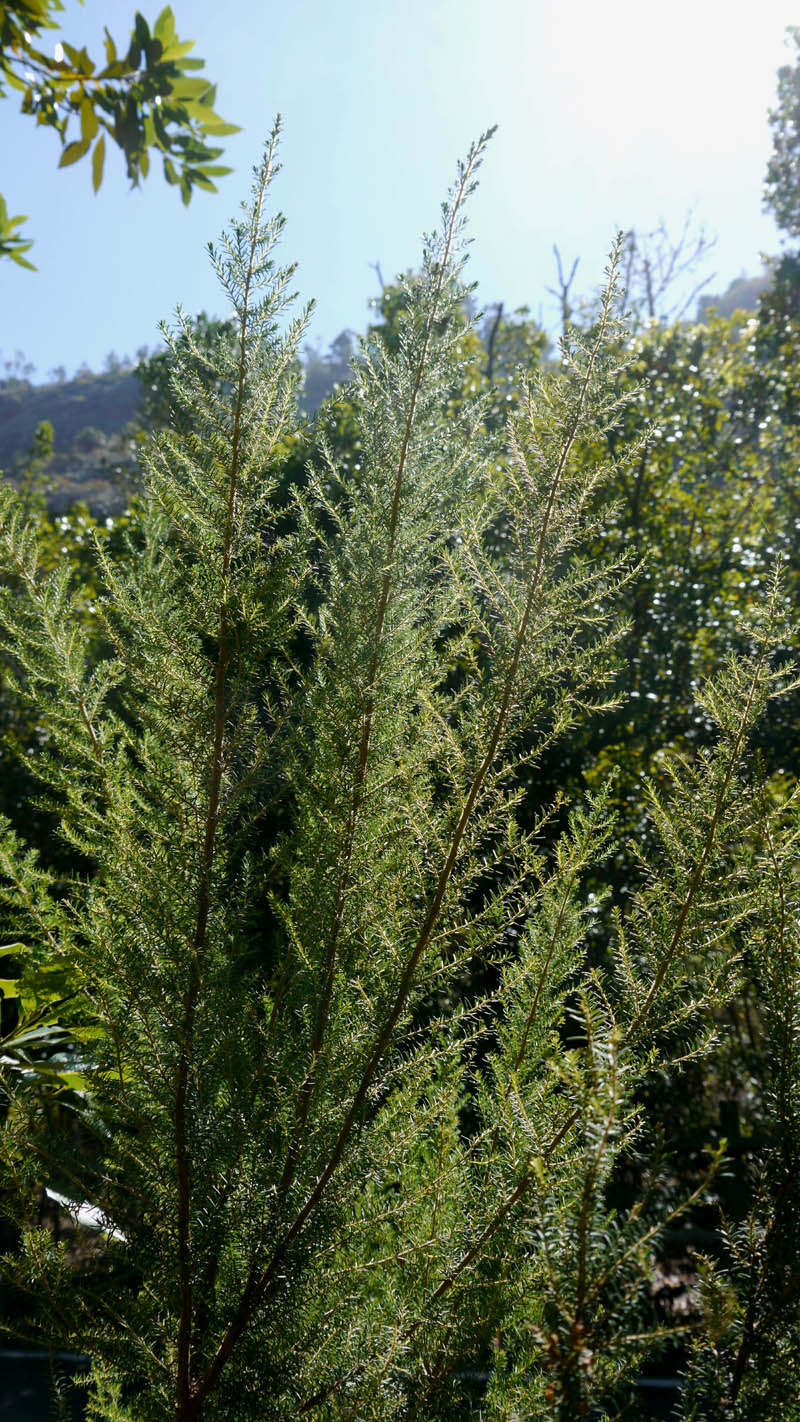
Brezo.

## Fauna
Además de la fauna típica del piso montano grancanario en los Tilos se pueden encontrar:
- Pinzón común (Fringilla coelebs)
- Petirrojo (Erithacus rubecula)
- Ratonero común (Buteo buteo)
- Cernícalo común (Falco tinnunculus)
- Alpispa (Motacilla cinerea)

## Estado actual de conservación
En 2009 era el reducto de laurisilva mejor conservado de Gran Canaria, siendo su estado de conservación motivo de discrepancias entre el Cabildo, aguatenientes y ecologistas. La existencia de los bosques de laurisilva está estrechamente a la conservación de sus humedales, razón por la cual la sobreexplotación de sus acuíferos amenaza seriamente la supervivencia de la flora local.